# Dortmunder Sauerlandhütte
Die Dortmunder Sauerlandhütte auch Sauerlandhütte Bruchhausen ist eine Schutzhütte der Sektion Dortmund des Deutschen Alpenvereins (DAV). Sie liegt im Rothaargebirge in Deutschland. Es handelt sich um eine Selbstversorgerhütte. Sie ist ganzjährig geöffnet.

## Geschichte
Die Sektion Dortmund wurde am 21. Dezember 1896 in Dortmund als Sektion Dortmund des Deutschen und Österreichischen Alpenvereins (DuOeAV) gegründet. Wegen der weiten Entfernung zu den Alpen wurde Anfang der sechziger Jahre der Wunsch in der Sektion, nach einer Hütte im Mittelgebirge, geäußert. Im Jahr 1965 wurde eine Hütte in Bruchhausen bei Olsberg angemietet. Nach kurzem Umbau wurde die Hütte am 27. März 1965 eingeweiht. Es handelte sich aber nur um eine Behelfslösung. Im Jahr 1970 wurde in Bruchhausen ein Grundstück gekauft auf dem eine eigene Hütte errichtet werden sollte. Nach vielen Bürokratischen Hindernissen im Vorfeld konnte mit dem Bau der neuen Sauerlandhütte im Mai 1985 begonnen werden. Nach nur 13 Monaten Bauzeit konnte das Haus der Sektion bezugsfertig und betriebsbereit 1986 übergeben werden.

## Lage
Die Dortmunder Sauerlandhütte befindet sich in Bruchhausen, es ist ein Ortsteil der Stadt Olsberg im Hochsauerlandkreis.

## Zustieg
Es existiert ein Parkplatz am Haus.

## Hütten in der Nähe
- Hagener Hütte am Ettelsberg, Selbstversorgerhütte, Rothaargebirge, (776 m ü. NHN)
- Hochsauerlandhaus, Selbstversorgerhütte, Rothaargebirge, (620 m ü. NHN)[4]

## Tourenmöglichkeiten
- Schmalahtalrundweg (Qualitätstour Wanderbares Deutschland), Wanderung, Olsberg, 8,5 km, 2,5 Std.
- Olsberger Gipfelkreuztour (Qualitätstour Wanderbares Deutschland), Wanderung, Brilon-Olsberg, 5,9 km, 2,5 Std.
- Langenbergrundweg (Qualitätstour), Wanderung, Olsberg, 14,7 km, 6 Std.
- Der Golddörferweg - Sauerland-Dörfer mit Auszeichnung, Wanderung, Brilon-Olsberg, 19,3 km, 6,5 Std.
- Rothaarsteig, der Weg der Sinne - 2. Etappe, Wanderung, Brilon-Olsberg, 13,7 km, 4,5 Std.
- Der Rosenring - Rock ´n Rose, Wanderung, Brilon-Olsberg, 9,6 km, 3 Std.
- Assinghausen A3 - Olsberg-Gipfelsteig-Rundweg, Wanderung, Brilon-Olsberg, 12,8 km, 4 Std.[5]

## Klettermöglichkeiten
- Klettern im Rothaargebirge.[6]
- Klettern im Sauerland.[7]
- Klettergebiete im Sauerland.[8]

## Skifahren
- Skigebiete Rothaargebirge.[9]
- Skigebiete im Sauerland.[10]
- Wintersport-Arena Sauerland.[11]

## Karten
- Wander-, Ski- und Radwanderkarte Waldecker Upland, Hochsauerland, Willingen und Umgebung: Ausflüge zwischen Olsberg, Brilon, Diemelsee, Bruchhausen, Siedlinghausen und Diemelsee (Schöne Heimat) Landkarte – Gefaltete Karte, ISBN 978-3-89591-229-0
- Kompass Karten Sauerland 1, Hochsauerland, Arnsberger Wald: 4in1 Wanderkarte 1:50.000 mit Aktiv Guide und Detailkarten inklusive Karte zur offline (KOMPASS-Wanderkarten, Band 841) Landkarte – Gefaltete Karte ISBN 978-3-99044-706-2
- Rothaarsteig, Brilon – Dillenburg: Leporello Wanderkarte mit Ausflugszielen, Einkehr- & Freizeittipps und Zugangswegen, GPS-genau. 1:25.000 (Leporello Wanderkarte: LEP-WK) Landkarte – Gefaltete Karte ISBN 978-3-89920-438-4